# پیروز (خواننده)
پیروز پاینده آزاد، با نام هنری پیروز (زاده ۱۴ اردیبهشت ۱۳۴۱ تهران)، خواننده، ترانه‌سرا و آهنگساز موسیقی پاپ فارسی اهل ایران است (تهران خیابان کاخ).؛تا قبل از شروع فعالیت حرفه ای با حمید و ابی در گروه شیش و هفت مشغول بود که به پیشنهاد شهرام شب پره به شهبال شب پره برادر و سرپرست گروه بلک کتس‌، در سال ۱۹۸۷ به عنوان خواننده، ترانه‌سرا و آهنگساز به گروه بلک کتس پیوست. پیروز در سال ۱۹۹۸ از بلک کتس جدا شد و فعالیت هنری خود را به‌تنهایی ادامه داد.

## زندگی کنونی
پیروز زمانی آرزو داشت که نوازندۀ درامز شود که در آخر موفق شد. دایی او مشوق اصلی وی در موسیقی بوده‌است؛ دایی پیروز یک باند موسیقی داشته است و هنگامیکه پیروز کودکی کم سن و سال بود به اتاق موسیقی او می‌رفته و ساز درامز ( به دلیل سر و صدای زیاد ساز ) نخستین سازی بوده که نظر پیروز را به خود جلب میکرده و بعد پرکاشن و سپس گیتار . بدین ترتیب او به موسیقی علاقه‌مند شده و  بر حسب اتفاق خواننده شد.
پیروز در دسامبر ۱۹۷۷ برای ادامه تحصیلات به سانفرانسیسکو آمریکا رفت. در سال ۱۹۸۳ یا ۱۹۸۴ میلادی در شهر سانفرانسیسکو که با گروه «شش و هفت» که با حضور دوستانش ابی ( با ابی خواننده اشتباه گرفته نشود )، مرتضی، روبیک، مهرداد آشتیانی و چند خوانندهٔ دیگر همراه بود، کار خود را آغاز کرد. تا اینکه در سال ۱۹۸۷ به عنوان خواننده، ترانه‌سرا و آهنگساز به گروه بلک کتس پیوست. پیروز در سال ۱۹۹۸ از بلک کتس جدا شد و فعالیت هنری خود را به‌تنهایی ادامه داد.
پیروز هم‌اکنون در شهر آلانیا،ترکیه زندگی می‌کند.

## سفر به ایران
وی بعد از هنرمندانی مانند حبیب محبیان در سال‌های گذشته چندین بار به همراه همسر و دختر خود به ایران سفر کرده‌است و مجدداً به لس آنجلس بازگشته است.

## ازدواج
پیروز در سال ۲۰۱۱ با نازی سهیلی دختر فرح سهیلی ازدواج کرد.

## آلبوم‌ها

### گروهبلک کتز
- ۱۹۹۲ - Pool
- ۱۹۹۴ - Fever
- ۱۹۹۵ - Dance Mix
- ۱۹۹۶ - Spell of The Cats

### تکی
- ۱۹۹۹ - عشق نو

| نام ترانه                | ترانه‌سرا             | آهنگساز             | تنظیم                  |
| ------------------------ | -------------------- | ------------------- | ---------------------- |
| اگه بگی                  | پیروز                | پیروز               | پیروز و آرا هایراپتیان |
| گل پونه                  | پاکسیما زکی‌پور       | پیروز               | پیروز                  |
| بیبی جون                 | پیروز و گلوریا گینور | پیروز               | پیروز                  |
| می ویدا (با شهرام شب‌پره) | شهرام شب‌پره و پیروز  | شهرام شب‌پره و پیروز | پیروز                  |
| خواب‌های خیالی            | پیروز                | پیروز               | پیروز و فرشید مقصود    |
| نازنین                   | پاکسیما زکی‌پور       | پیروز               | پیروز                  |
| خونه                     | پاکسیما زکی‌پور       | پیروز               | فرزین فرهادی           |
| مجسمه                    | پاکسیما زکی‌پور       | پیروز               | فرزین فرهادی           |
| قصه                      | پیروز                | پیروز               | پیروز                  |
| می‌روم                    | پاکسیما زکی‌پور       | پیروز               | فرزین فرهادی           |
| پرستو                    | زویا زاکاریان        | فرزین فرهادی        | فرزین فرهادی           |
| yesterday                | حمید و پیروز         | حمید و پیروز        | فرشید مقصود و پیروز    |

- ۲۰۰۱ - پندار نیک

| نام ترانه      | ترانه‌سرا               | آهنگساز | تنظیم     |
| -------------- | ---------------------- | ------- | --------- |
| پندار نیک      | پیروز                  | پیروز   | شهرام آذر |
| غصه نخور       | پاکسیما زکی‌پور         | پیروز   | اندی جی   |
| جیم بی         | پیروز                  | پیروز   | اندی جی   |
| غنچه عشق       | سینا بیات              | پیروز   | فرد میرزا |
| می‌خندی         | پیروز                  | پیروز   | شهرام آذر |
| هرجا هستی      | پاکسیما زکی‌پور و پیروز | پیروز   | فرد میرزا |
| wish you well  | پیروز                  | پیروز   | اندی جی   |
| kiss & make up | پیروز                  | پیروز   | فرد میرزا |

- ۲۰۰۴ - فردای بهتر

| نام ترانه       | ترانه‌سرا        | آهنگساز                 | تنظیم                  |
| --------------- | --------------- | ----------------------- | ---------------------- |
| فردای بهتر      | پیروز           | پیروز                   | فرد میرزا              |
| ستاره بارون     | مهین آبادانی    | پیروز                   | آرا هایراپتیان و پیروز |
| فریاد عشق       | کینوش           | پیروز                   | فرد میرزا              |
| خواستگاری       | کینوش و پیروز   | پیروز                   | آرا هایراپتیان و پیروز |
| به تو فکر می‌کنم | پاکسیما زکی‌پور  | پیروز                   | فرد میرزا              |
| reason          | شهداد زند کریمی | شهداد زند کریمی و پیروز | ویکتور آر.سی           |
| عطر علفزار      | مهین آبادانی    | پیروز                   | فرزین فرهادی           |
| wish you well   | پیروز           | پیروز                   | فرد میرزا              |

- ۲۰۱۲ - Always

| نام ترانه     | ترانه‌سرا     | آهنگساز | تنظیم              |
| ------------- | ------------ | ------- | ------------------ |
| دخملک         | پیروز        | پیروز   | آرش شعرباف و پیروز |
| صد دل         | پیروز        | پیروز   | آرش شعرباف و پیروز |
| دل نازکیام    | مهین آبادانی | پیروز   | پیروز              |
| جون بیبی      | پیروز        | پیروز   | آرش شعرباف         |
| یکی یه دونه   | پیروز        | پیروز   | حکیم راچک          |
| dance with me | پیروز        | پیروز   | آرا کویگانی        |
| ناجی          | پیروز        | پیروز   | آرا کویگانی        |
| always        | پیروز        | پیروز   | حکیم راچک          |

- یاران پاکسیما (با اندی و حمید) (۱۳۷۹)[۱۰][۱۱]

| نام ترانه               | ترانه‌سرا        | آهنگساز          | تنظیم کننده      |
| ----------------------- | --------------- | ---------------- | ---------------- |
| تصویر من (اندی)         | پاکسیما زکی پور | فریبرز حاجی نبی  | فریبرز حاجی نبی  |
| همراه (حمید)            | پاکسیما زکی پور | حمید             | فرزین فرهادی     |
| طوفان (پیروز)           | پاکسیما زکی پور | فرد میرزا        | فرد میرزا        |
| کاشکی (دکلمه)           | پاکسیما زکی پور | فرشید مقصود      | فرشید مقصود      |
| تو چطور میگی (حمید)     | پاکسیما زکی پور | فرشید مقصود      | فرشید مقصود      |
| قصهٔ بارون (اندی)        | پاکسیما زکی پور | اندی             | اندی             |
| نمیشه از تو گذشت (حمید) | پاکسیما زکی پور | حمید             | حمید             |
| کسی نیست (پیروز)        | پاکسیما زکی پور | پیروز            | فرد میرزا        |
| سرسپرده (اندی)          | پاکسیما زکی پور | اندی             | اندی             |
| رویاها (بدون کلام)      |                 | پرویز رحمان پناه | پرویز رحمان پناه |

## تک آهنگها[۱۲]
| نام ترانه            | ترانه‌سرا             | آهنگساز           | تنظیم         |
| -------------------- | -------------------- | ----------------- | ------------- |
| دیدار (با سمیر)      | پیروز                | پیروز             | سمیر          |
| عجب حالی داره        | محسن ظهیری نژاد      |                   |               |
| ضربان قلب            | پیروز                | پیروز             | رامون         |
| تظاهر                | مجید آزادنیا         | پیروز             | پژمان نیکوش   |
| تورو مثل جون         | نسرین سعیدی و پیروز  | پیروز و اشکان     | سعید چرا      |
| شب عاشقا             | پیروز                | پیروز             |               |
| عشق اومده تو خونه    | پیروز                | پیروز             | آیدین بهزادی  |
| هم آغوش              | مجید آزادنیا         | پیروز             | آیدین بهزادی  |
| عید                  | محسن حق نظری و پیروز | محمد عابدینی      | پیروز         |
| امشب دوباره          | حامد موسوی           | آیدین بهزادی      | آیدین بهزادی  |
| نازی                 | ناصر زینعلی و پیروز  | ناصر زینعلی       | پژمان نیکوش   |
| روز دیدار            | مهین آبادانی         | پیروز             | نوید سپهر     |
| بی اجازه             | مریم اسدی و پیروز    | میلاد باران       | آیدین بهزادی  |
| آتیش                 | علی باقری و پیروز    | علی باقری و پیروز | حسین فرج زاده |
| به چی داری فکر می‌کنی | نیکو شیرافکن         | پیروز             | آیدین بهزادی  |
| خریدارم              | پیروز                | پیروز             | حسین فرج زاده |